# Liu Jing (schaatsster)
Liu Jing (30 mei 1990) is een voormalig Chinese langebaanschaatsster. Ze is een echte allroundster. De Chinese nam meermaals deel aan het WK allround, maar speelde geen rol van betekenis in het eindklassement.

## Persoonlijke records
| Afstand    | Tijd    | Datum            | Baan           |
| ---------- | ------- | ---------------- | -------------- |
| 500 meter  | 39,34   | 7 november 2015  | Calgary        |
| 1000 meter | 1.17,83 | 7 november 2015  | Calgary        |
| 1500 meter | 1.57,98 | 21 november 2015 | Salt Lake City |
| 3000 meter | 4.09,87 | 13 november 2015 | Calgary        |
| 5000 meter | 7.10,88 | 20 november 2015 | Salt Lake City |

## Resultaten
| Jaar | WK Allround             | WK Afstanden                             | Olympische Spelen          |
| ---- | ----------------------- | ---------------------------------------- | -------------------------- |
| 2014 | NC17 (6e, 20e, 19e, -)  |                                          |                            |
| 2015 | NC20 (15e, 24e, 21e, -) | 22e 1500m 8e massastart 8e achtervolging |                            |
| 2016 | NC20 (16e, 20e, 20e, -) | 18e 1500m 6e massastart 8e achtervolging |                            |
|      |                         |                                          |                            |
| 2018 |                         |                                          | 24e 3000m 5e achtervolging |